# Ерёменко, Мария Касьяновна
Мария Касьяновна Ерёменко, в девичестве Макаревич (род. 5 ноября 1930, село Черноручье, Шкловский район) — бригадир комплексной бригады управления начальника работ № 5 строительного треста № 1 Министерства строительства Белорусской ССР, гор. Минск. Герой Социалистического Труда (1958).

## Биография
Родилась в 1930 году в крестьянской семье в селе Черноручье Шкловского района БССР. В 1949 году приехала по комсомольской путёвке на восстановление Минска. Трудилась разнорабочей в управление начальника работ № 5 строительного треста № 1 в Минске. Получив 4-й разряд каменщика, строила ТЭЦ-3.
С 1954 года возглавляла комсомольско-молодёжную бригаду каменщиков на строительстве Минской МТС. Позднее бригада Марии Макаревич была преобразована в комплексную. Бригаде было поручено строительство 110-квартирного жилого дома на улице Якуба Коласа. Коллектив бригады принял социалистическое обязательство сдать дом досрочно в честь 40-летия ВЛКСМ. Эти обязательства были выполнены досрочно. Указом Президиума Верховного Совета СССР от 9 августа 1958 года за выдающиеся успехи, достигнутые в строительстве и промышленности строительных материалов, удостоена звания Героя Социалистического Труда с вручением ордена Ленина и золотой медали «Серп и Молот».
Избиралась делегатом XXI, XXIII и XXV съездов КПСС.
После выхода на пенсию проживает в Минске.
Сочинения
- Хозяева стройки [Текст] / [Лит. запись А. И. Астрейко]. — Минск : Беларусь, 1975. — 39 с.; 20 см. — (Герои девятой пятилетки), (Герои девятой пятилетки), Авт. — Герой Соц. Труда, каменщица Мин. строит. треста № 1 М. К. Ерёменко